# Schatz von Kaper Koraon
Der Schatz von Kaper Koraon ist die Bezeichnung für eine Gruppe von archäologischen Funden in etwa aus dem 6. und 7. Jahrhundert, die alle im nördlichen Syrien zwischen 1908 und 1910 entdeckt wurden.
Der Schatz besteht aus vier Schatzkomplexen, die im Einzelnen „Stuma“, „Riha“, „Hama“ und „Antiochia“ genannt werden. Insgesamt umfasst der Schatz 56 Silbergegenstände. Die Zusammenfassung unter dem Namen Kaper Koraon gestaltet sich als schwierig, da die Fundgeschichten und -orte der einzelnen Komplexe teilweise unklar sind. Die Zusammengehörigkeit der Schatzkomplexe im Ganzen lässt sich daher nicht genau festlegen.

## Der sogenannte Kaper Koraon Schatzkomplex
Es wird insgesamt von 56 nachweisbaren Silberstücken ausgegangen. Der Stuma- und der Riha-Schatz umfassen jeweils fünf, der Hama-Schatz 29 und der Antiochia-Schatz 17 Silbergegenstände. Von den 56 Stücken haben 14 Kontrollstempel, 13 davon den regulären Fünf-Stempelsatz. Diese Stempel sind hilfreich bei der Datierung der Silbergegenstände. Außerdem befinden sich auf 15 Silberstücken Inschriften von Stiftern. 
Die Silberschatzkomplexe setzen sich unter anderem aus Kelchen und Weihebrotschalen, Kreuzen, Fächern, Kannen, Löffeln und Lampen zusammen. Auf Grund dieser Gegenstände ist es wahrscheinlich, dass es sich dabei um einen oder mehrere Kirchenschätze gehandelt hat.

### Fundgebiet
Die Auffindung der Schatzkomplexe hat sich wahrscheinlich in den Jahren 1908 bis 1910 abgespielt. Es wird davon ausgegangen, dass alle vier Schätze in demselben, eng umgrenzten geographischen Gebiet aufgefunden wurden, wo sie unter der Erde vergraben waren. Im nördlichen Syrien zieht sich eine alte Handelsstraße von Aleppo nach Latakia. Die im mittleren Teil des Gebiets gelegene Stadt Idlib könnte für mindestens einen der vier Schatzkomplexe Fundort gewesen sein. 
Einige der Silbergegenstände aus dem „Hama-Schatz“ sind mit Inschriften versehen, die über den Empfänger des gestifteten Schatzes Auskunft geben. Diese Inschriften besagen, dass sie dem Hl. Sergios von Kaper Koraon gewidmet seien. Der Ort Kaper Koraon stand in frühbyzantinischer Zeit unter der Jurisdiktion von Antiochia, wo auch der Erzbischof residierte. Heute wird das historische Kaper Koraon mit dem nordsyrischen Ort Kurin identifiziert. Dieser Ort, auch wenn er historisch wenig gesichert ist, war namensgebend für den gesamten Schatzkomplex. Die Aufteilung in die vier Komplexe „Stuma“, „Riha“, „Hama“ und „Antiochia“ wird aber mittlerweile befürwortet, da die Vermutung, dass diese vier Schatzkomplexe eine Einheit bilden, nur auf die Inschriften zurückgeführt wird, die auf den „Hama“-Objekten zu finden sind. 

### Stifterproblematik
Die Forschung, darunter besonders Marlia Mundell Mango, hat versucht durch die Stifter-Inschriften auf den Silberobjekten mit den darin erwähnten Familienmitgliedern und den Personen, die auf den Stempeln identifiziert wurden, einen Familienstammbaum aufzustellen. Dadurch soll die Verbindung der einzelnen Komplexe untereinander unterstützt und bewiesen werden. Es konnten einige historische Personen identifiziert werden, wie zum Beispiel Megas, der auf einigen Objekten des Stuma-Schatzes als Stempelbeamter auftaucht und auf Objekten des Riha-Schatzes wiederum als Stifter; des Weiteren auf Objekten, die dem Hama-Schatz zugesprochen sind, fünf Geschwister namens Daniel, Sergios, Bakchos, Thomas und Symeonios, die Söhne eines Maximinos aus dem Dorf Kaper Koraon gewesen sein sollen. Die Familiengruppen funktionieren in den einzelnen Schatzkomplexen soweit gut. Wenn allerdings Verbindungen zwischen einzelnen Schatzkomplexen mit Hilfe der Stammbäume bewiesen werden sollen, bricht das Gefüge in sich zusammen. Es wurden beispielsweise Geschwister-Namenspaare gebildet, um eine Verbindung zwischen Sergios und Sergia oder zwischen Megas und Megale zu bringen. Diese Vermutungen dürften aber zu weit führen, da ausschließlich die Namen als Beweis dienen.

## Der Stuma-Schatz
Der Stuma-Schatz besteht aus fünf Silbergegenständen: einem Fächer, drei Patenen und einer Lampe. Der Fächer und die Patenen gelangten im Februar 1908 ins Archäologische Museum von Istanbul, wo sie sich noch heute befinden. Da diese Teile damals von osmanischen Beamten konfisziert worden waren, gilt der Zeitpunkt der Auffindung von den vier Schatzkomplexen als der am ehesten gesicherte. Der fünfte Gegenstand, die Lampe, wurde 1964 von der Schweizer Abegg-Stiftung, Bern, käuflich erworben und befindet sich bis heute dort.
Als Fundort des Schatzes wird „ein Feld bei Stuma“ genannt. Der Ort Stuma liegt sehr nah an der Stadt Idlib und grenzt somit das geographische Fundgebiet weiter ein. 

### Die Patene des Stuma-Schatzes
Der Durchmesser der Silber-Patene beträgt 36,5–36,8 cm, die Höhe variiert zwischen 2,8 und 3,1 cm und das Gewicht beträgt 836,6 Gramm. Im schmalen Außenrand befindet sich eine mit Niello herausgearbeitete Inschrift. Die Patene konnte anhand von Kontrollstempeln auf dem Boden in die Zeit zwischen 574 und 576/78 datiert werden. Der Zustand kann im Allgemeinen als gut bezeichnet werden. Rechts oben ist der Rand leicht herausgebrochen und hat die Inschrift und das Niello etwas zerstört. Zudem gibt es in diesem Bereich eine Druckstelle, die so ähnlich auch auf den anderen Patenen aus dem Stuma-Schatz zu finden sind, weswegen davon auszugehen ist, dass diese Druckstelle von der Lagerung unter der Erde entstanden ist. Die Patene hat hohe, nach außen geformte Seiten, die mit einem schmalen Rand abschließen. Der Rand ist abwechselnd mit großflächigem Kyma und Palmetten geschmückt. Der Teller hat keinen Fuß, sondern steht plan auf der Unterseite.
Die Tellermitte wird von dem Motiv der Apostelkommunion dominiert. Zu sehen sind zwei Personengruppen, die sich in einem Raum befinden. Ein mit Stoff verhängter Altartisch nimmt den größten Bereich ein. Im Hintergrund sieht man den Himmel eines Ciboriums, in dem eine Lampe hängt. Christus steht in doppelter Ausführung hinter dem Altar und gibt zu seiner Rechten Wein an Petrus. Auf der linken Seite beugt sich Christus zu einer Person und reicht dieser Brot. Ob es sich der Bildtradition nach um Paulus handelt, ist schwierig zu sagen, da Paulus auch die Person sein kann, die sich gerade vor dem Altar befindet, um zur anderen Seite zu gelangen. 
Die Szene ist insgesamt vergoldet, wie auch der Rand mit dem Kyma und den Palmenzweigen. Die Motive wurden eingetrieben und die Augen wurden mit Punzen herausgearbeitet.

### Der Fächer des Stuma-Schatzes
Der Fächer, oder auch Flabellum genannt, hat einen Durchmesser von 25,2 bis 25,5 cm und wiegt 480,4 Gramm. Die Silberscheibe wird mit bogenförmigen Wellen umrandet und an der Unterseite ist ein Griff angefügt. Anhand der Stempel wird der Fächer in das Jahr 577 datiert.
Zu sehen ist ein Seraph, welcher von Pfauenfedern umrandet wird. Dieser war ehemals vergoldet, die Vergoldung ist heute nicht mehr erhalten. Der Zustand des Fächers ist im Allgemeinen nicht sehr gut. An der rechten Seite sind Stücke vom Rand herausgebrochen.

## Der Riha-Schatz
Diesem Schatz sind ebenfalls fünf Gegenstände zugesprochen: ein Fächer, eine Patene, ein Kelch und zwei Krüge. Die zwei Krüge sind in der schweizerischen Abegg-Stiftung und die anderen Silber-Gegenstände befinden sich in der Dumbarton Oaks Collection in Washington, D.C.
Dieser Schatz wurde 1909 zum ersten Mal erwähnt, genau ein Jahr nachdem die vier Teile des Stuma-Schatzes in das Museum von Istanbul gelangt sind. Die Schatzteile sollen im Besitz eines Georg Marcopoli gewesen sein, der einer großen Kunsthändlerfamilie aus Aleppo angehörte. Der Fundort ist nicht genau gesichert, aber Marcopoli behauptete, dass der Schatz im Westen der Stadt Aleppo zwischen Idlib und Riha gefunden wurde.

### Die Patene des Riha-Schatzes
Der Durchmesser dieser Patene beträgt 35 cm, die Höhe 2,5 cm. Sie wiegt 904 Gramm.
Zu den äußerlichen Merkmalen ist im Vergleich zu der Stuma-Patene nicht viel hinzuzufügen. Die Seiten sind ähnlich nach außen geformt und schließen mit einem schmalen Rand ab. Auch in diesem Rand ist eine Inschrift mit Niello eingelassen. Der Teller steht ebenfalls plan ohne Fuß. Nur die Seiten sind nicht verziert, wie es bei der Stuma-Patene der Fall ist. 
Der Zustand der Patene ist sehr gut, es sind nur ein paar Dellen und Kratzer zu sehen. Ebenfalls ist die Patene gestempelt und kann somit in das Jahr 577 datiert werden.
Das Motiv der Apostelkommunion findet sich auch auf der Riha-Patene wieder. Allerdings unterscheidet diese sich in den Details der Darstellung und in der Qualität der Ausführung. Die architektonische Umgebung ist anders dargestellt als bei der Stuma-Patene. Die Personengruppe wird nun hinten von einem Templon eingefasst. Außerdem tragen zwei Säulen links und rechts einen Querbalken und schließen jeweils mit einer Lampe ab. In der Mitte wird eine Muschel von dem Balken getragen. Die Szenerie der Apostelkommunion ist etwas klarer in zwei Gruppen eingeteilt, und der Altartisch ist auf dieser Patene nicht so dominierend. Vor dem Altar sind liturgische Gegenstände, wie zum Beispiel ein Kelch und ein Krug, verteilt.
Die Personen, Gegenstände und die Architektur sind wie auf der Stuma-Patene vergoldet. Die angewandte Technik und die Punzen scheinen die gleichen gewesen zu sein wie bei der Schwester-Patene aus Stuma, was darauf schließen lässt, dass die Stuma-Patene und die Riha-Patene in der gleichen Werkstatt, aber augenscheinlich von unterschiedlichen Handwerkern hergestellt wurden.

### Der Fächer des Riha-Schatzes

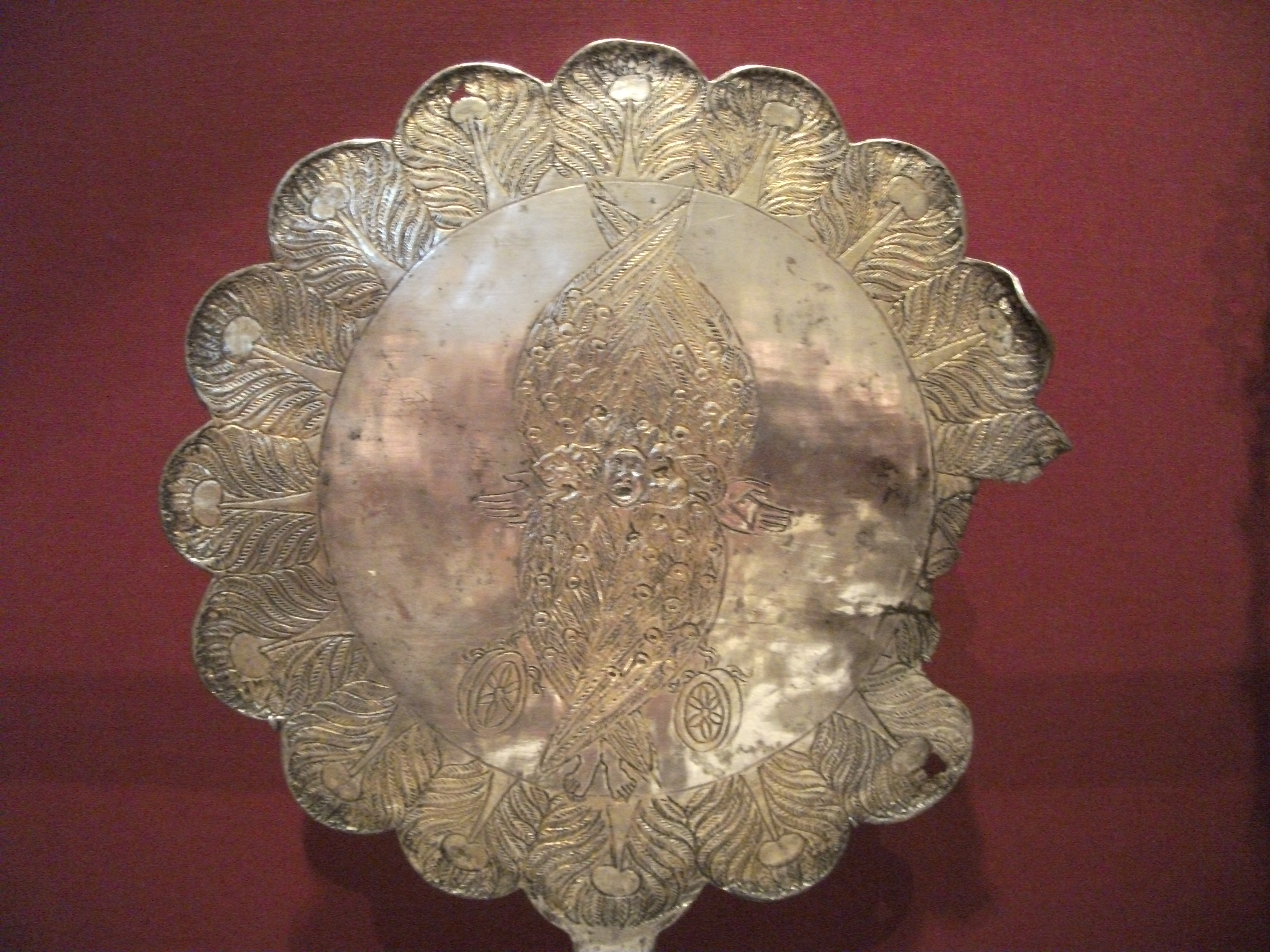
Fächer des Riha-Schatzes

Der Durchmesser dieses Fächers beträgt 25,5 cm, er wiegt 485 Gramm. Bei dem Bildmotiv handelt es sich um einen Cherub, welcher gleich wie bei dem Stuma-Fächer von Pfauenfedern umrandet wird. Die Datierung erfolgte anhand der Stempel ebenfalls ins Jahr 577.
Durch die identischen Stempel, die fast identische Größe und die auffällige Ähnlichkeit in Motiv und Machart ist davon auszugehen, dass der Stuma und der Riha Fächer zusammen ein Paar ergeben.

### Der Tyler-Kelch
Dieses Objekt gilt als das älteste des Kaper Koraon Schatzkomplexes und befindet sich in Dumbarton Oaks, Washington, D.C.
Der Kelch misst in der Höhe 17,5 cm, der obere Durchmesser beträgt 15,9 cm und der des Fußes 10 cm. Das Gewicht beträgt 527,7 Gramm. Anhand der Stempel ist es in das Jahr 542 zu datieren.
Der Name für den Tyler-Kelch stammt von seinem mutmaßlich ersten Besitzer Royall Tyler. Dieser Kelch, zusammengesetzt aus einer bauchigen Schale und einem kegelförmigen Fuß, hat im oberen Rand eine Inschrift. Diese Inschrift, die mit Niello herausgearbeitet wurde, wird jeweils von einem schmalen, eingravierten Rand abgetrennt. Der Kelch ist aus zwei Teilen gefertigt, aber es wurde das gleiche Material verwendet. Der Zustand ist bis auf einige Schrammen und herausgebrochenes Niello in der Inschrift in Ordnung. Aufgrund der frühen Datierung ist es fraglich, ob dieser Kelch tatsächlich dem Riha-Komplex zugehört. Vielmehr wird er mittlerweile mit dem St.-Annen-Kelch aus dem Hama-Schatz in Verbindung gebracht. 

### Die Zusammengehörigkeit des Stuma- und des Riha-Schatzkomplexes
Nicht nur die Fächer und die Patenen mit dem Motiv der Apostelkommunion beider Schätze weisen Parallelen in Machart und durch die Stempel auf. Auch die anderen zwei schlichten Patenen, die zwei Krüge und die Lampen haben alle ähnliche Beschädigungen, was darauf schließen lässt, dass die beiden Schätze zusammen vergraben waren. Somit ist davon auszugehen, dass der Stuma- und der Riha-Schatz eigentlich einen Schatz bilden, der aus neun Teilen besteht. Warum die Silberobjekte getrennt wurden, es unterschiedliche Fundgeschichten gibt und die Riha-Stücke erst ein Jahr später als die Stuma-Silbergegenstände aufgetaucht sind, lässt sich wahrscheinlich mit der Angst vor Konfiszierung durch die osmanischen Beamten erklären.

## Der Hama-Schatz

### Fundgeschichte
Zu dem Fund des Hama-Schatzes gibt es zwei verschiedene Geschichten.
In der ersten Version heißt es, dass der Schatz um 1909 in Krah, einem Dorf 24 km nördlich von Hama, gefunden wurde. Die Silberobjekte befanden sich auf dem Grund einer Zisterne des besagten Dorfes. Wie genau es zu diesem Fund kam, wird jedoch nirgendwo erwähnt. Die erste Fotografie sowie die Auflistung der Objekte sollen 1910 von einem Neffen des Bischofs von Krah an Vater Constantine Bacha übergeben worden sein.
In der zweiten Version wird davon gesprochen, dass der Schatz selbst erst 1830 vergraben wurde, Gründe dafür sind nicht bekannt. Vor 1830 waren die Stücke im Besitz der Kirche von Hama gewesen. Als der Schatz schließlich 1909 wiederentdeckt wurde, beanspruchte ihn diese Kirche für sich zurück. Die Geistlichen argumentierten, dass die aufgefundenen Gegenstände das Erbe ihrer Vorfahren sein, weshalb die Regierung darauf keinen Anspruch erheben dürfe.
Bis heute kann nicht rekonstruiert werden, wie es tatsächlich zu diesem Fund kam oder wo der tatsächliche Fundort war. Ob eine der angegebenen Versionen des Fundes den Tatsachen entspricht oder es sich alles völlig anders zutrug, lässt sich bisher mit nichts belegen.

### Die Zusammensetzung des Hama-Schatzes
Nachdem der Schatz 1910 von der Hama-Kirche verkauft worden war, gelangte er in die Hände von Tawfic Abucasem, dem Direktor der Ottoman Bank von Hama. Als dieser nach Port Said versetzt wurde, nahm er die Silberobjekte mit. Zwischen 1927 und 1929 verkaufte er die Stücke an den Händler Joseph Brummer nach Paris. 1929 wurde der Schatz schließlich an Henry Walters von der Walters Art Gallery verkauft, wo sich noch heute der Großteil befindet.
Die erste Fotografie des Schatzes zeigte 24 Objekte, doch die Liste, die Vater Constantine Bacha 1910 erhielt, zählte nur 23. Zwischen 1910 und 1929 verschwanden ein Löffel und Sieblöffel, während ein Kästchen dem Schatz hinzugefügt wurde.

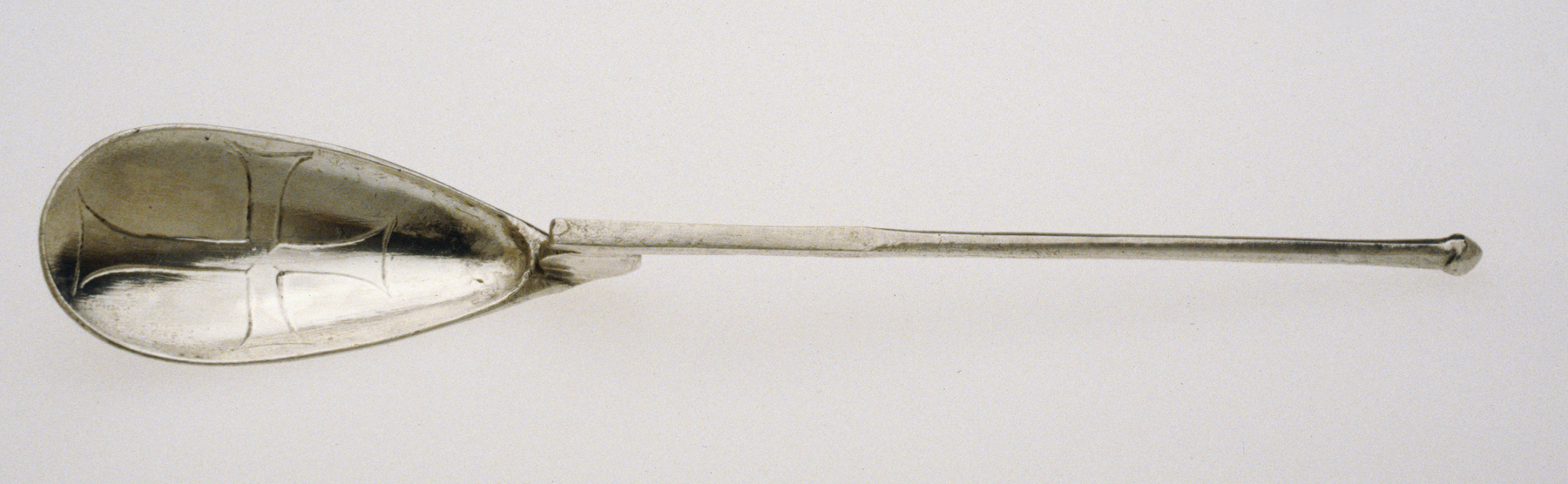
Aus dem Schatz verschwundener Löffel
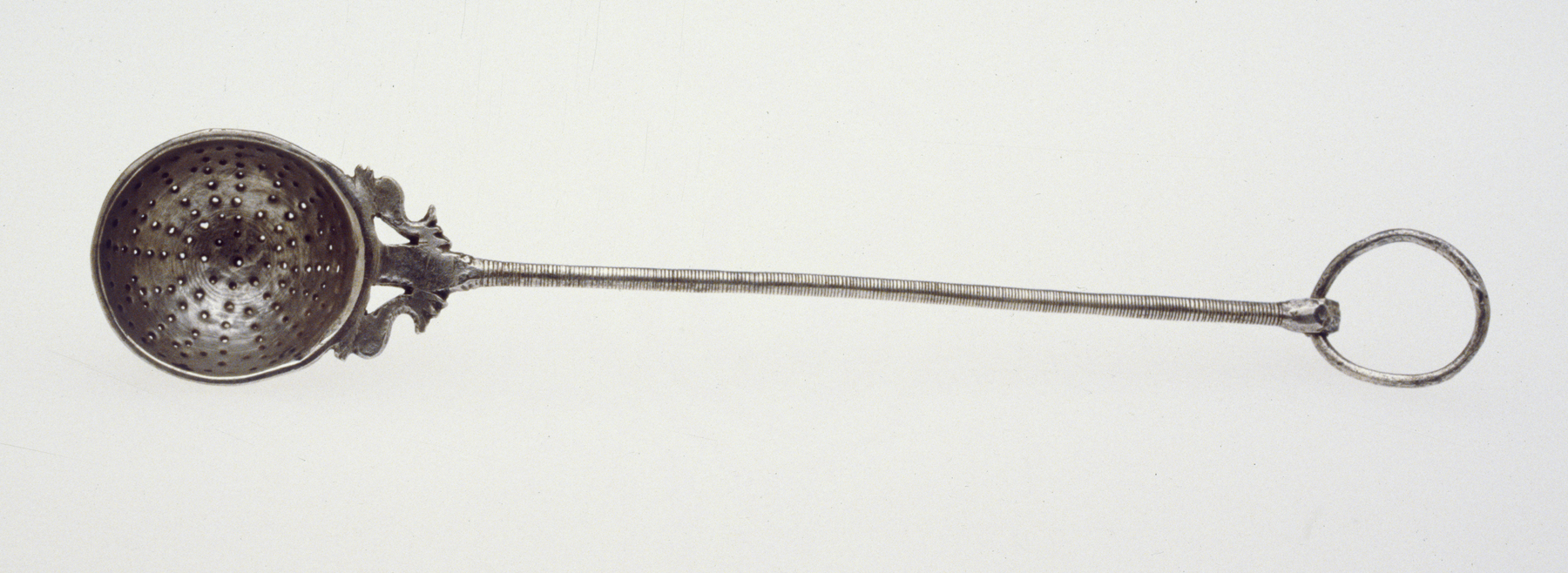
Aus dem Schatz verschwundener Sieblöffel
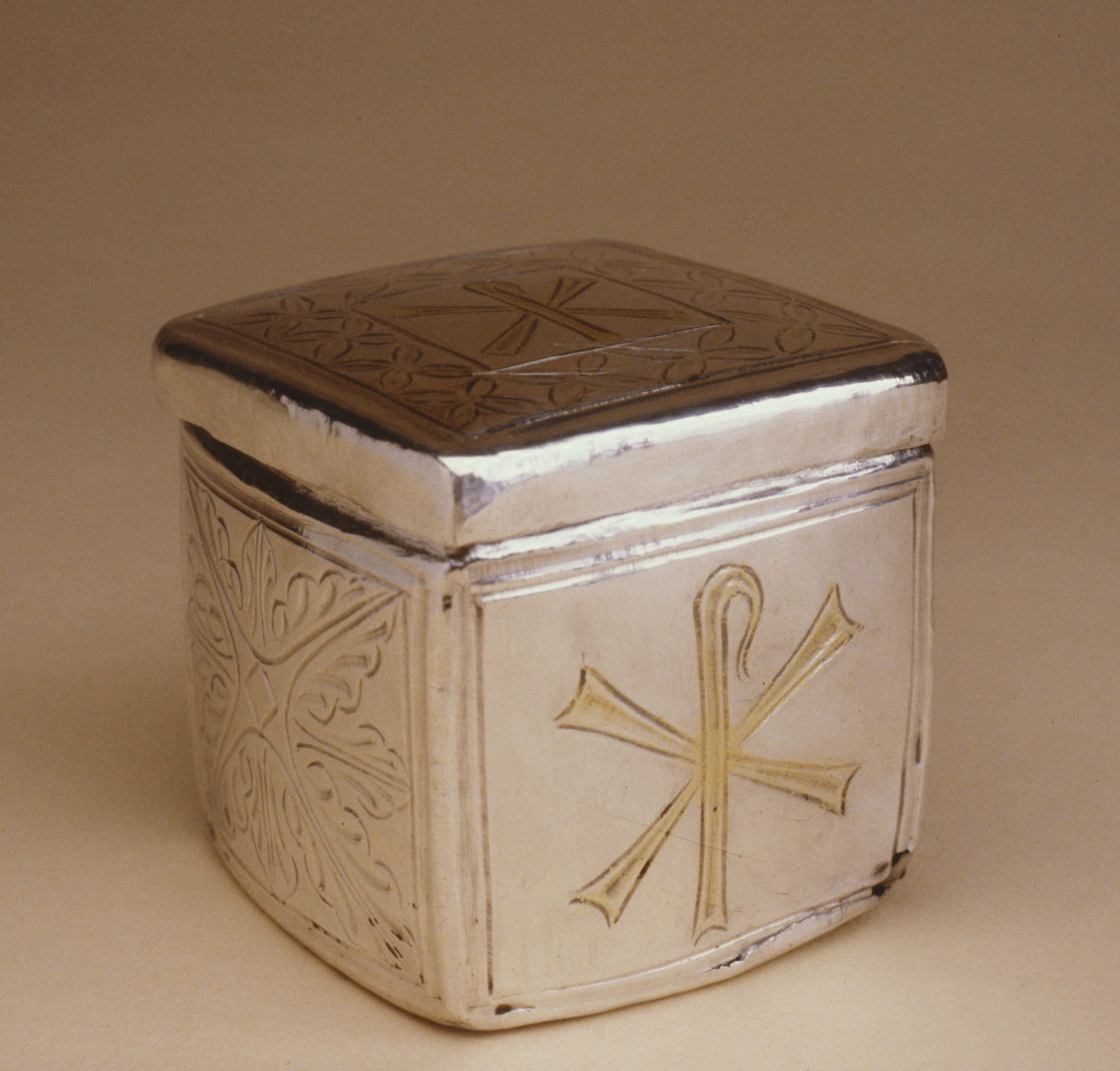
Dem Schatz hinzugefügtes Kästchen

Heute werden ganze 29 Objekte dem Hama Schatz zugeordnet, wann jedoch die anderen vier Stücke ihren Weg in den Schatzkomplex fanden, lässt sich nicht mit Bestimmtheit sagen. Ebenso unklar ist die tatsächliche Anzahl der Stücke, die in den vergangenen Jahren immer wieder schwankte.
Die Walters Art Gallery besitzt heute den Großteil der Silberobjekte, die diesem Schatz zugerechnet werden. Dazu gehören: drei Kelche, drei Patenen, zwei große und zwei kleine Kreuze, zwei Leuchter, eine Lampe, eine Vase, eine Flasche, eine Schüssel und das Kästchen. Außerdem noch vier große Löffel, ein kleiner Löffel und ein Sieb.
Ein weiterer Kelch und ein Sieb finden sich im St. Anne Kloster in Jerusalem. Einen Kelch zählt die Eagleton Collection in Washington, D.C. und einen das Britische Museum in London zu ihrem Besitz.

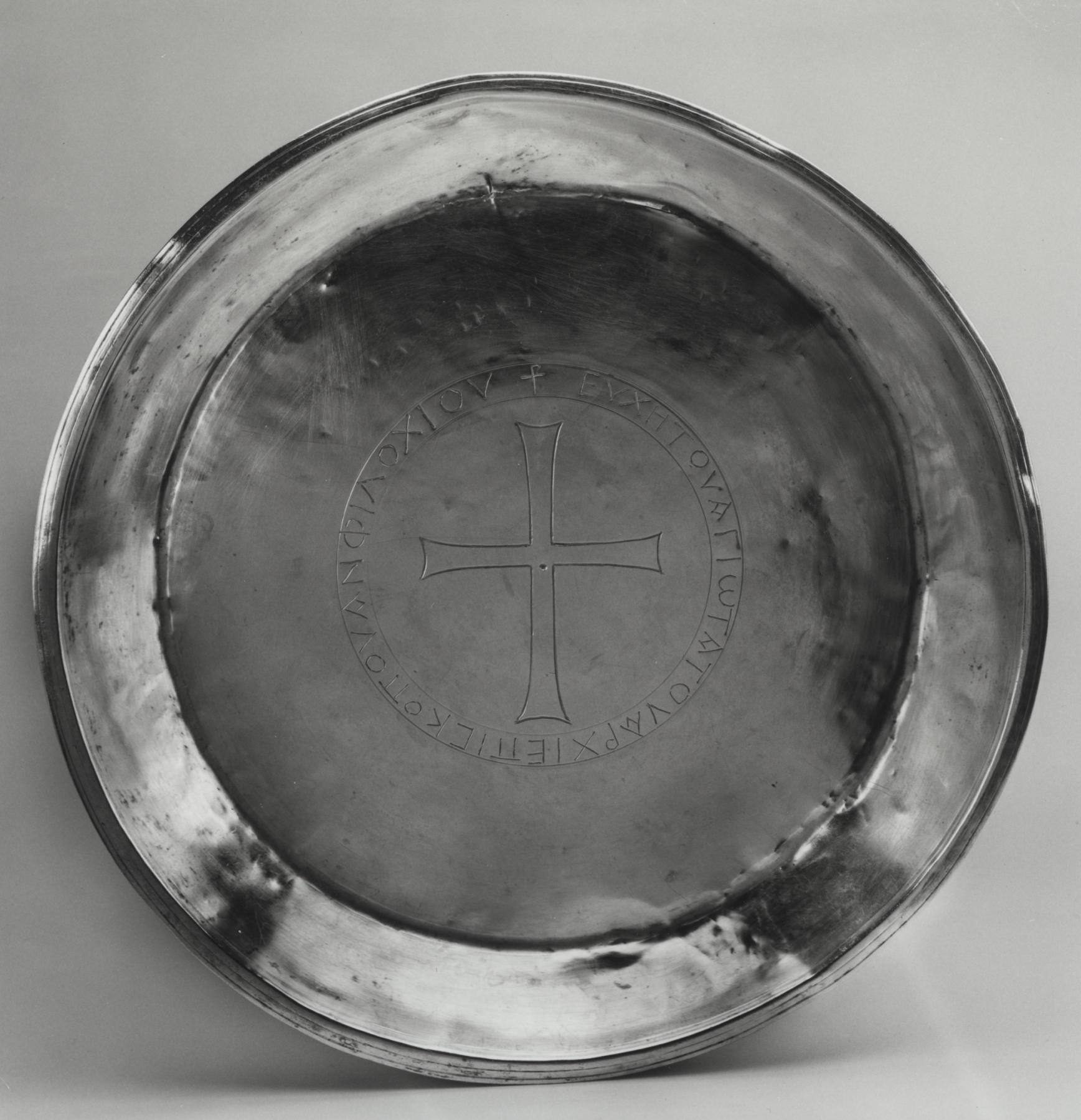
Weihebrotschale aus dem Schatz
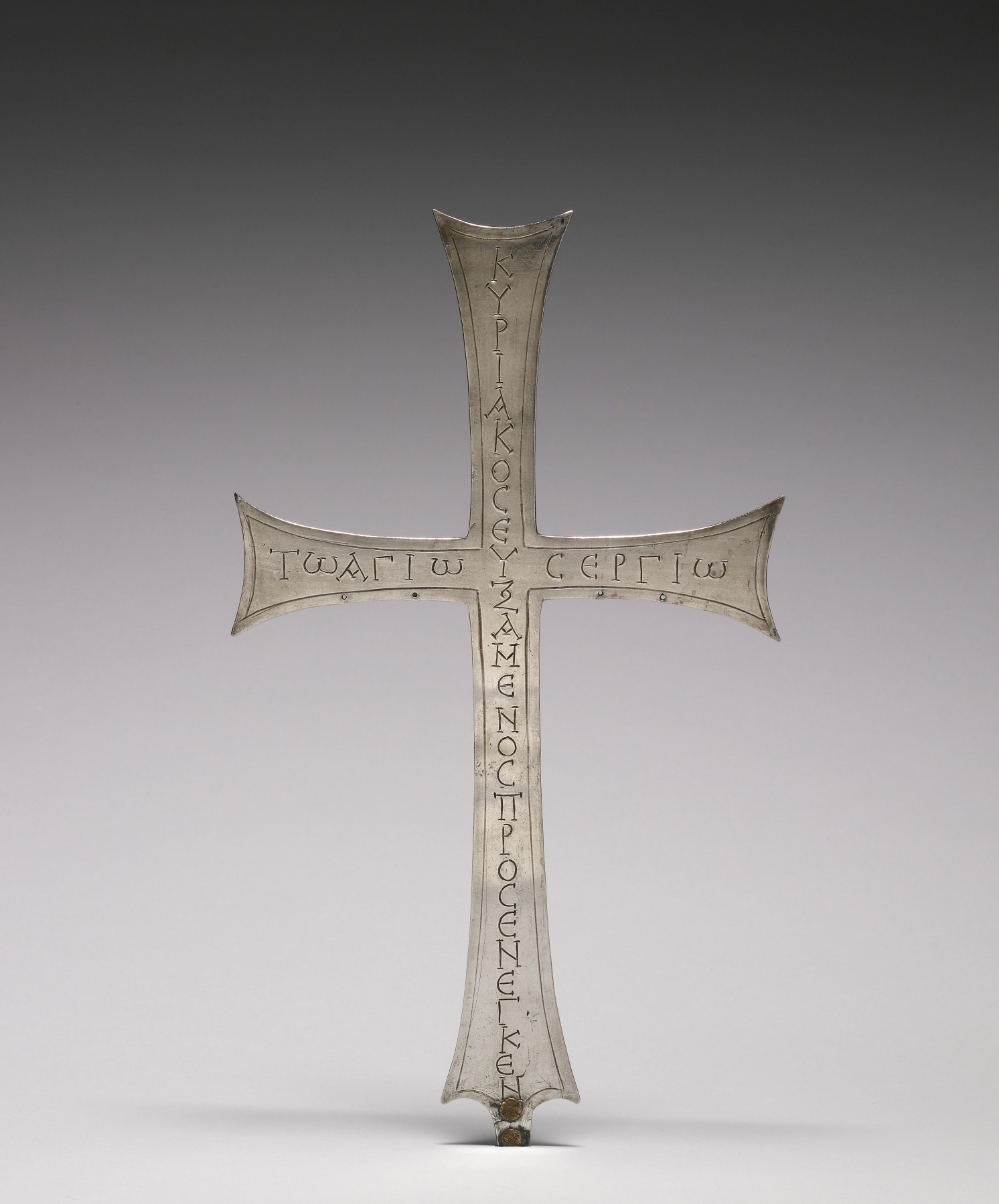
Altarkreuz aus dem Schatz
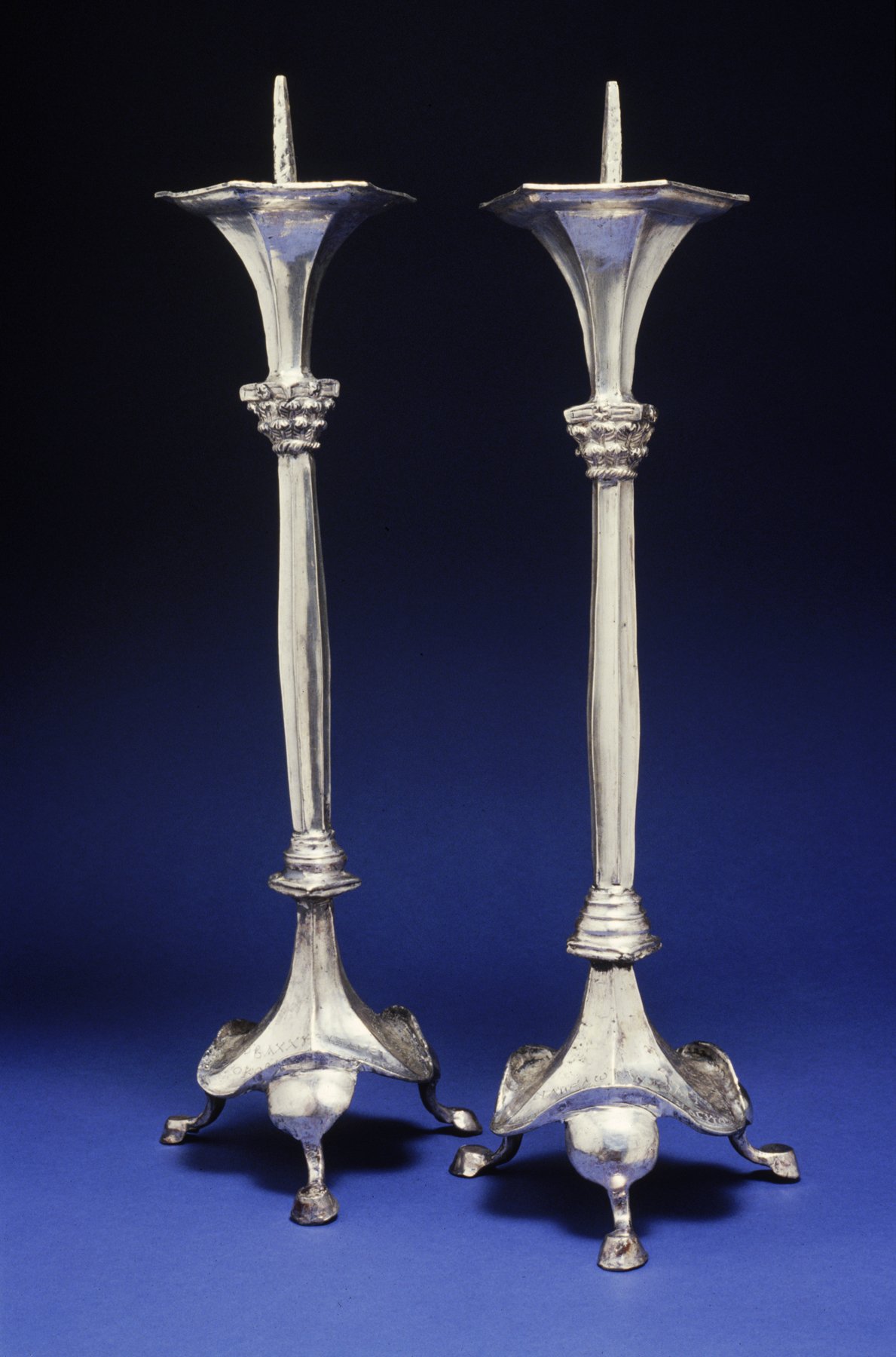
Leuchterpaar aus dem Schatz
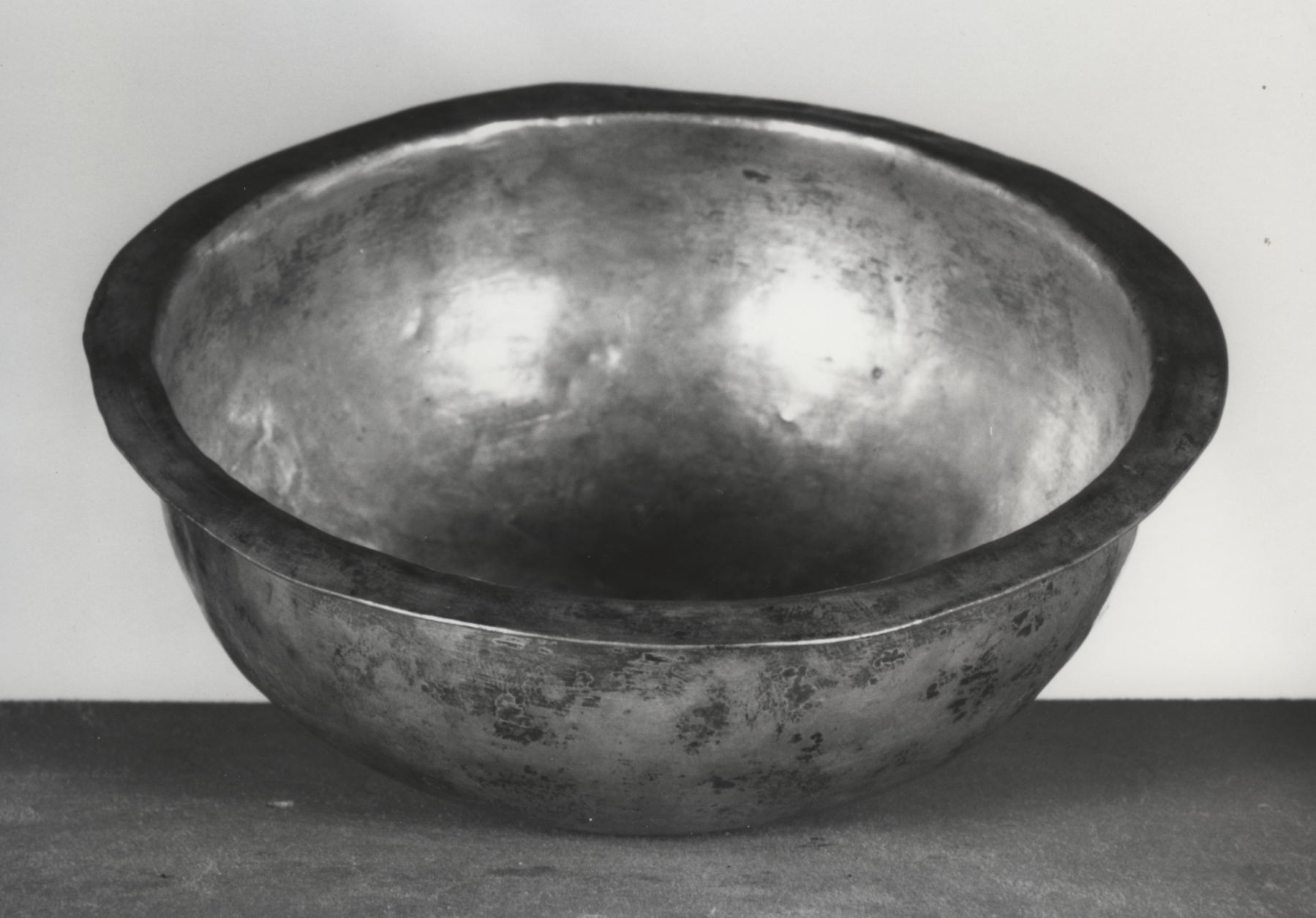
Schüssel aus dem Schatz

## Der Antiochia-Schatz

### Fundgeschichte
Ähnlich dem Hama Schatz, gibt es auch beim Antiochia-Schatz keine konkrete und belegbare Fundgeschichte. Es existieren lediglich mögliche Versionen, inwieweit sie der Wahrheit entsprechen, kann nicht gesagt werden.
In einer der Versionen heißt es, dass ein arabischer Arbeiter den Schatz in einer Kammer gefunden habe. Diese Kammer befand sich mehrere Meter unterhalb von Antiochia. Zu dem Schatz gehörten drei Platten, zwei Kelche, ein langes und ein kleines Kreuz sowie ein Sack voller Silberstücke.
Die zweite Version erzählt von einem Fund nahe Ma’aret en-Noman. In einem Berg sei ein Schatz aus 30 Silberobjekten gefunden worden. Wer den Fund gemacht haben soll, ist nicht bekannt. Es heißt nur, dass derjenige die gefundenen Stücke an den Sammler Salim Kouchakji verkauft habe.
In der letzten Version wird erzählt, dass Arbeiter den Fund im Dorf Krah gemacht haben sollen. Bei einer Grabung zwischen zwei Säulen stießen die Männer in einer Tiefe von 33 bis 34 Fuß auf 27 Silberobjekte.

### Die Zusammensetzung des Antiochia-Schatzes
Wie bereits in der Fundgeschichte dargestellt, gibt es eine gewisse Problematik bei der genauen Anzahl der Objekte, die dem Antiochia-Schatz zugehörig sein sollen. Die bisherigen Forschungen können nur 19 bzw. 17 Objekte diesem Schatzkomplex zuordnen.
So beherbergt die Dumbarton Oaks Collection in Washington, D.C. die achtteilige Löffelsammlung. Der Louvre in Paris besitzt ein Tafel-Fragment sowie zwei Medaillons, die identische Christusdarstellungen aufweisen. Diese Medaillons werden als Teile des langen Kreuzes angesehen, welches sich mit einem Spiegel, zwei Kelchen und drei Buchplatten im Metropolitan Museum of Art in New York befindet.
Einst soll noch ein kleines Kreuz zum Komplex gehört haben, dieses ist jedoch irgendwann verloren gegangen.

### Der Antiochia-Kelch

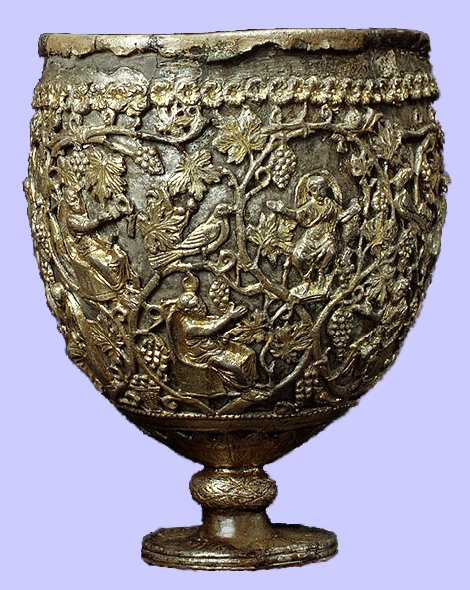
Antiochia-Kelch

Der Antiochia-Kelch ist sicherlich das bekannteste Stück diese Schatzkomplexes. Einige Zeit lang wurde er sogar als der heilige Gral bezeichnet. Hin und wieder wird der Kelch aber auch als Lampe bezeichnet. 
Der Kelch hat eine Höhe von 19,5 cm. Der Durchmesser beträgt am Fuß 7,3 cm und am oberen Rand 18,0 cm.
Vor der Rekonstruktion soll der Kelch aus drei Teilen bestanden haben: dem Fuß, dem dekorativen äußeren Kelch und dem einfachen inneren Kelch.
Der äußere Kelch trägt die Motive von zwölf sitzenden Figuren, die von Tieren umgeben und durch Weinranken miteinander verbunden sind. Bei den dargestellten Figuren handelt es sich um Jesus und seine Jünger. Christus, der frontal gezeigt wird, stellt den lehrenden Arzt dar. Seine Jünger werden nur seitlich gezeigt und repräsentieren seine Schüler, die durch seine Erzählungen an ihre Stühle gefesselt sind.
Die gesamte äußere Darstellung ist außerdem vergoldet, so dass sie sich von dem inneren Kelch deutlich absetzen kann.
Die Assoziation besteht, dass es sich bei diesem Kelch ursprünglich um eine Lampe handelte. Dabei war der innere Kelch nicht aus Silber, sondern aus Glas. Der Schattenwurf, der bei der Beleuchtung entstand, sollte dem Betrachter Christus und dessen Lehren näher bringen.

## Forschungssituation
Seit dem ausführlichen Ausstellungskatalog über den Kaper Koraon Schatzkomplex von Marlia Mundell Mango im Jahre 1986 und dem danach erschienenen Kommentar von Arne Effenberger 1991 gibt es keine weiteren Publikationen, die sich so intensiv mit dem Thema auseinandersetzen, obwohl weiterhin Forschungsbedarf besteht. Die Problematik besteht auch durch die große Zerstreuung der einzelnen Silbergegenstände in die ganze Welt, die eine umfassende Forschungsarbeit nicht so leicht zulassen. Somit gibt es anhand der erforschten Indizien guten Grund zur Annahme, dass der Stuma- und der Riha-Schatz eigentlich ein Komplex bilden und der Hama- und der Antiochia-Schatz autonom anzusehen sind, auch wenn die Fundorte alle nah beieinander gelegen haben. Die Stifterinschriften und die dazu erstellten Familienstammbäume müssten gründlicher erforscht werden, um darüber eine Zusammengehörigkeit zuzulassen.